# دارلين هنت
دارلين هنت (بالإنجليزية: Darlene Hunt)‏ هي كاتبة سيناريو وممثلة أمريكية، (ولدت في ليبانون جنكشن في الولايات المتحدة القرن 20  م).

## وصلات خارجية
- دارلين هنت على موقع IMDb (الإنجليزية)
- دارلين هنت على موقع قاعدة بيانات الفيلم (الإنجليزية)